# Tabuk/Tabuk Sniper
Pour faire face aux besoins en armes légères de la guerre Iran-Irak, l'armée irakienne fit produire par ses arsenaux nationaux une famille de deux fusils d'assaut et un fusil de précision nommé Tabuk. Ces armes dérivent du Zastava M70 avec l'assistance technique et les brevets du fabricant initial Zastava Arms.

## Origine du nom
Les militaires irakiens choisirent ce nom en hommage à la bataille de Tabuk. En effet celle-ci fut une victoire des troupes de Mahomet lors des Guerres arabo-byzantines en 630.

## Technique
Ces armes chambrent la 7,62 mm Bloc voire le 5,56 x 45 mm . Elles possèdent toutes un arrêtoir de chargeur. Fonctionnant par emprunt de gaz et verrouillage par culasse rotative, il permet le tir sélectif. Comme son modèle, le FA se distingue de l'AKM par un garde-main plus long à trois aérations et la possibilité de monter un manchon lance-grenade à empennage 22 mm. Il existe une variante pour forces spéciales à crosse repliable dont la portée pratique est de 300 m.  Comme le Zastava M76, la version Tabuk Sniper a un canon plus long et ne tire qu'au coup par coup. Cette version possède, quant à elle, une portée pratique de 800 m avec la lunette de tir. 
| Modèle           | Munition     | Emploi                | Longueur mini/maxi                           | Canon (longueur en cm) | Masse à vide | Chargeur            |
| ---------------- | ------------ | --------------------- | -------------------------------------------- | ---------------------- | ------------ | ------------------- |
| FA Tabuk 7,62 FS | 7,62 mm M43  | fusil d’assaut        | 64 / 90 cm                                   | 41,6 cm                | 3,7 kg       | 30 ou 75 cartouches |
| FA Tabuk 5,56    | 5,56 mm OTAN | fusil d’assaut        | 64 (modèle Para avec crosse repliée) / 90 cm | 42 cm                  | 3,6 kg       | 30 cartouches       |
| Tabuk Sniper     | 7,62 mm M43  | fusil de sniper léger | 111 cm                                       | 60 cm                  | 4,5 kg       | 10 cartouches       |

## La Kalachnikov en Iraq
L'Armée irakienne utilise de nombreuses versions de l'AK-47 dont :
- en 7,62 x 39 mm : PMKM/ ( Pologne/Pacte de Varsovie/ Bulgarie pour les armes « données »), AKM (AK-63/ Hongrie et AIM/AIMS Roumanie pour les armes « données »), Fusil Type 56 Chine, Zastava M70( Yougoslavie) (modèle du Tabuk).
- en 5,56 × 45 mm : Zastava M21 ( Serbie).
- en 5,45 x 39 mm : Kbk wz. 1988 Tantal ( Pologne.

## Apparition dans la fiction

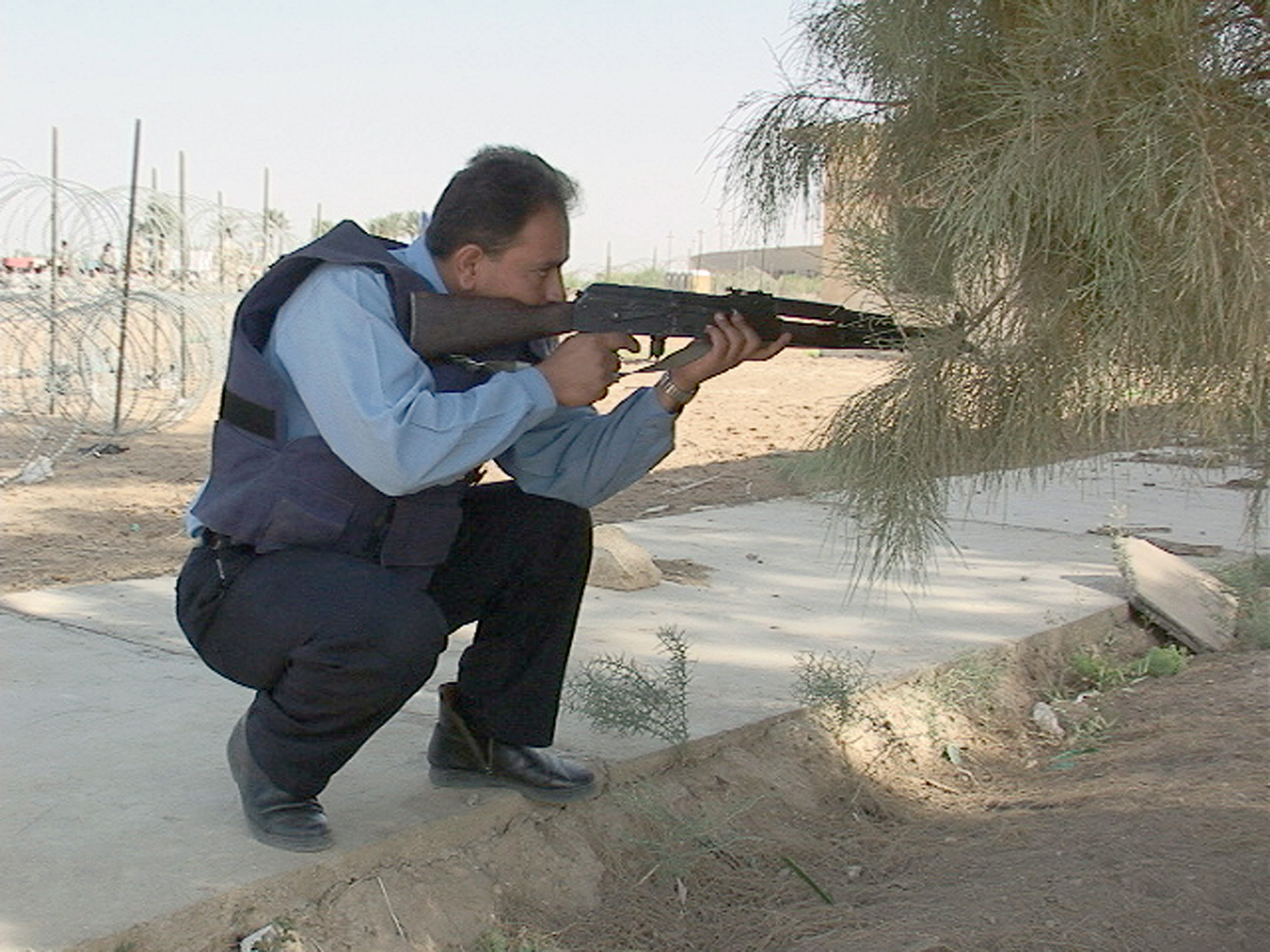
Personnel de la Police nationale irakienne s'entraînant avec un FA Tabuk.

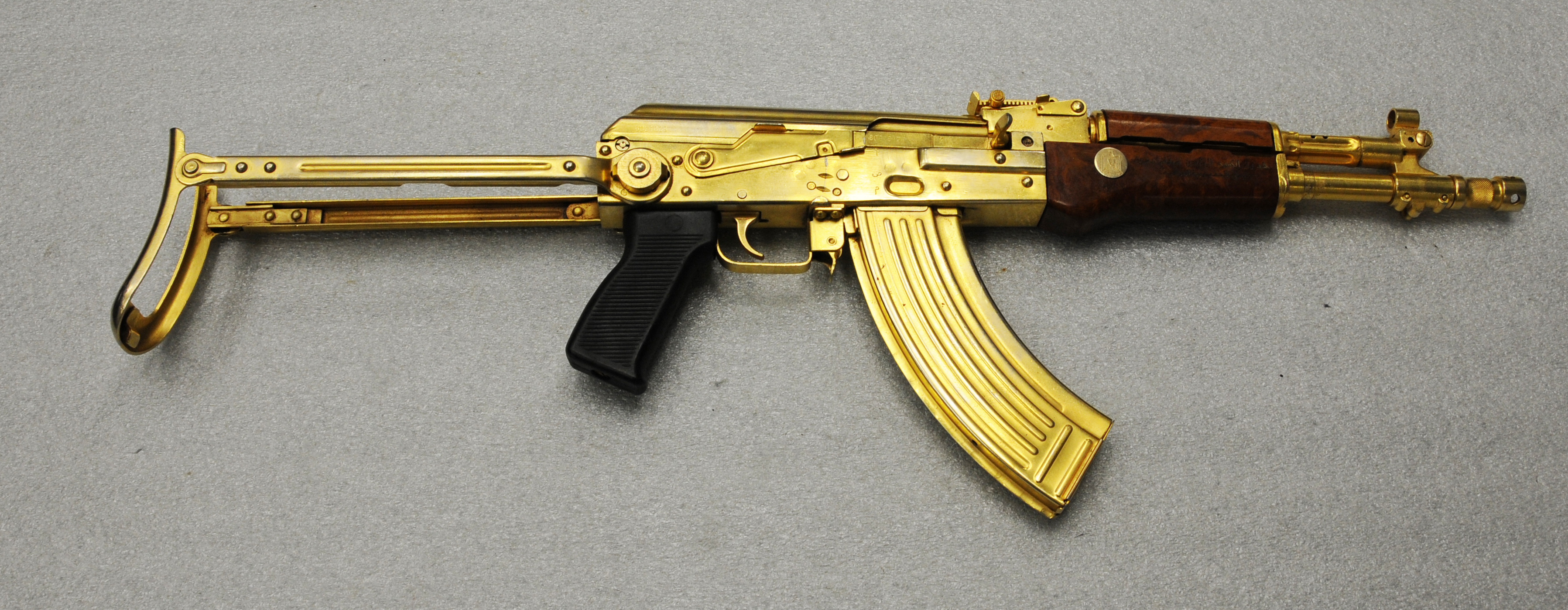
Version d'apparat du Tabuk SF.

Symbole de la guerre d'Irak (2003-2011), le Tabuk arme des soldats ou des rebelles iraniens dans les films L'Agence tous risques et American Sniper. Dans ce dernier film de guerre de Clint Eastwood, une cache d'armes sise à Bagdad contient un Tabuk Sniper.

## Carrière opérationnelle
Les versions du Tabuk, étant en service au sein de l'armée et de la police irakiennes, ont été utilisées lors de : 
- la guerre Iran-Irak (1980-1988) ;
- la guerre du Golfe (1990-1991) ;
- et la guerre d'Irak (2003-2011) ;
- et la guerre civile au Liban (livraison aux Forces Libanaises en 1989 dans le cadre de la luttle contre l'armee Syrienne et ses supplétifs Iraniens) Le Tabuk était deprise par les combattants qui le trouvaient médiocre comparé aux versions russes et yougoslaves.

## Sources
Cette notice est issue de la lecture des revues spécialisées de langue française suivantes :
- Cibles (Fr)
- AMI/ArMI/Fire (B)
- Gazette des armes (Fr)
- Action Guns  (Fr)
- Raids (Fr), notamment  HS n° 26 & 28
- Assaut (Fr)